# Prix du Quai des Orfèvres
Der Prix du Quai des Orfèvres ([ˌpʁidyˌkɛdezɔʁ'fɛvrə]; deutsch: „Preis des Quai des Orfèvres“) ist ein französischer Literaturpreis, der 1946 von dem Verleger Jacques Catineau ins Leben gerufen wurde. Catineau, der u. a. Kontakte zur Polizei und hohen Beamten unterhielt, wollte die Zusammenarbeit zwischen diesen und den Rechtsanwälten verbessern und schuf die Auszeichnung, mit der alljährlich ein noch unveröffentlichter Kriminalroman in französischer Sprache gekürt wird. Seither wird der Preis jedes Jahr, in der Regel im November, von einer etwa zwanzigköpfigen Jury vergeben, die sich aus Polizeibeamten, Richtern, Rechtsanwälten, Journalisten und Filmemachern zusammensetzt, die sich mit der Welt der Justiz und Polizei beschäftigt haben. Der Vorsitz obliegt dem Leiter der Pariser Kriminalpolizei. Der Name des Preises leitet sich ab von der Anschrift des Hauptsitzes der Kriminalpolizei, der sich von 1913 bis 2017 am Quai des Orfèvres 36 befand.
In der Vergangenheit erhielt der Generalsekretär des Prix du Quai des Orfèvres jährlich bis zum Frühjahr ca. 60 bis 85 anonyme Manuskripte mit mindestens 300.000 Zeichen (inklusive Leerzeichen), denen versiegelte Umschläge mit genauen Informationen über die Autoren beilagen. Er prüfte alle Manuskripte und wählte dreißig unter ihnen aus, deren Zahl sich nach weiteren Auswahlrunden auf ca. zwölf verringerte. Aus diesen wählte der Leiter des französischen Verlags Fayard, der seit 1966 den Preis vergibt, gemeinsam mit dem Generalsekretär ca. sechs anonyme Manuskripte aus, die von der Jury auf ihre literarische Qualität hin geprüft wurden. Ein weiteres Kriterium war hierbei die genaue Schilderung polizeilicher Arbeit und die der Justiz. Ende September fand in Form eines Arbeitsessens eine erste Sitzung der Jury statt und die Mitglieder tauschten ihre Ansichten über die vorgeschlagenen anonymen Manuskripte aus. Einige Tage später wurde die Jury vom Leiter der Pariser Kriminalpolizei am Quai des Orfèvres 36 empfangen, die dort in einer geheimen Wahl den besten Kriminalroman ermittelte. Danach erfuhr die Jury durch den dem Manuskript beiliegenden, versiegelten Umschlag die Identität des Gewinners.
Das von der Jury ausgewählte Werk wird von Fayard als Taschenbuch in einer Höhe von mindestens 50.000 Exemplaren verlegt und ein Autorenvertrag mit dem Gewinner abgeschlossen. Am Vorabend der Veröffentlichung des Romans enthüllt seit 1947 der Polizeipräfekt von Paris der Presse, im feierlichen Rahmen einer Cocktail-Party, den Gewinner und den Titel des Romans. Der Prix du Quai des Orfèvres ist mit einem symbolischen Geldbetrag von 777 Euro dotiert. Unter den honorierten Autoren der letzten Jahrzehnte sind so bekannte Namen wie der Science-Fiction-Schriftsteller Georges-Jean Arnaud, Jacques Laurent, Pierre Magnan oder Gérard Delteil, Sieger des Grand prix de littérature policière 1986, vertreten.

## Preisträger
| Jahr | Preisträger                  | Romantitel                    | Deutscher Titel                  |                      |
| 1946 | Jacques Levert               | Le Singe rouge                |                                  |                      |
| 1947 | Jean Le Hallier              | Un certain monsieur...        |                                  |                      |
| 1948 | Yves Fougères                | Nuit et brouillard            |                                  |                      |
| 1949 | Francis Didelot              | L’Assassin au clair de lune   |                                  |                      |
| 1950 | Preis nicht vergeben         | Preis nicht vergeben          | Preis nicht vergeben             | Preis nicht vergeben |
| 1951 | Maurice Dekobra              | Opération Magali              | Rätsel um Magali                 |                      |
| 1952 | Georges-Jean Arnaud ¹        | Ne tirez pas sur l’inspecteur |                                  |                      |
| 1953 | Jacques Laurent ²            | Sophie et le crime            | Das Licht erlosch im Treppenhaus |                      |
| 1954 | Alain Serdac & Jean Maurinay | Sans effusion de sang         |                                  |                      |
| 1955 | Preis nicht vergeben         | Preis nicht vergeben          | Preis nicht vergeben             | Preis nicht vergeben |
| 1956 | Noël Calef                   | Échec au porteur              | Den Tod in der Hand              |                      |
| 1957 | Louis C. Thomas              | Poison d’Avril                |                                  |                      |
| 1958 | André Gillois                | 125, rue Montmartre           | Rue Montmartre 125               |                      |
| 1959 | Jean Marcillac               | On ne tue pas pour s’amuser   |                                  |                      |
| 1960 | Rémy                         | Le Monocle noir               | Das schwarze Monokel             |                      |
| 1961 | Preis nicht vergeben         | Preis nicht vergeben          | Preis nicht vergeben             | Preis nicht vergeben |
| 1962 | Micheline Sandrel            | Dix millions de témoins       |                                  |                      |
| 1963 | Roland Pidoux                | On y va, patron?              | Die düstere Wahrheit             |                      |
| 1964 | Jean-François Vignat         | Vertige en eau profonde       |                                  |                      |
| 1965 | Paul Drieux                  | Archives interdites           |                                  |                      |
| 1966 | Julien Clay                  | Du sang sur le grand livre    | Die Fälschung                    |                      |
| 1967 | H. L. Dugall                 | La Porte d’or                 |                                  |                      |
| 1968 | Bernard-Paul Lallier         | Le Saut de l’ange             | Der Sturz des schwarzen Engels   |                      |
| 1969 | Christian Charrière          | Dites-le avec des fleurs      |                                  |                      |
| 1970 | Henry Chardot                | Le Crime du vendredi saint    |                                  |                      |
| 1971 | André Friederich             | Un mur de 500 briques         |                                  |                      |
| 1972 | Pierre Martin Perreaut       | Trop, c’est trop!             | Der geniale Plan                 |                      |
| 1973 | Preis nicht vergeben         | Preis nicht vergeben          | Preis nicht vergeben             | Preis nicht vergeben |
| 1974 | Michèle Ressi                | La Mort du bois de Saint-Ixe  |                                  |                      |
| 1975 | Bernard Matignon             | Une mort qui fait du bruit    |                                  |                      |
| 1976 | Serge Montigny               | Une fleur pour mourir         |                                  |                      |
| 1977 | Jacquemard-Sénécal           | Le Crime de la maison Grün    |                                  |                      |
| 1978 | Pierre Magnan                | Le Sang des Atrides           | Das Zimmer hinter dem Spiegel    |                      |
| 1979 | Julien Vartet                | Le Déjeuner interrompu        |                                  |                      |
| 1980 | Denis Lacombe                | Dans le creux de la main      |                                  |                      |
| 1981 | Michel Dansel                | De la part de Barbara         | Mit letztem Gruß von Barbara     |                      |
| 1982 | Hélène Pasquier              | Coup double                   |                                  |                      |
| 1983 | Maurice Périsset             | Périls en la demeure          |                                  |                      |
| 1984 | Jean Lamborelle              | On écrase bien les vipères    |                                  |                      |
| 1985 | Roger Labrusse               | Les Crimes du Bon Dieu        |                                  |                      |
| 1986 | Michel de Roy                | Sûreté urbaine                |                                  |                      |
| 1987 | Nicole Buffetaut             | Le Mystère des petits lavoirs |                                  |                      |
| 1988 | François Lantrade            | Un agent très secret          |                                  |                      |
| 1989 | Godefroy Hofer               | Plongée de nuit               |                                  |                      |
| 1990 | Suzanne Le Viguelloux        | La Mort au noir               |                                  |                      |
| 1991 | Frédéric Hoë                 | Crimes en trompe l’œil        |                                  |                      |
| 1992 | Louis-Marie Brézac           | Razzia sur l’antique          |                                  |                      |
| 1993 | Gérard Delteil               | Pièces détachées              |                                  |                      |
| 1994 | Jean-Louis Viot              | Une belle garce               |                                  |                      |
| 1995 | Michel Gastine               | Quai de la Rapée              |                                  |                      |
| 1996 | Gilbert Schlogel             | Rage de flic                  |                                  |                      |
| 1997 | Roger Le Taillanter          | Heures d’angoisse             |                                  |                      |
| 1998 | Michel Sibra                 | La Danse du soleil            |                                  |                      |
| 1999 | André Delabarre              | Du sang sur les roses         |                                  |                      |
| 2000 | André Arnaud                 | Pierres de sang               |                                  |                      |
| 2001 | Guy Langlois                 | Le fond de l’âme effraie      |                                  |                      |
| 2002 | André Klopmann               | Crève, l’écran                |                                  |                      |
| 2003 | Jérôme Jarrige               | Le bandit n’était pas manchot |                                  |                      |
| 2004 | Sylvie M. Jema               | Les Sarments d’Hippocrate     |                                  |                      |
| 2005 | Jules Grasset                | Les Violons du diable         |                                  |                      |
| 2006 | Christelle Maurin            | L’ombre du soleil             | Du trägst ihren Namen            |                      |
| 2007 | Frédérique Molay             | La 7e femme                   | Die siebte Frau                  |                      |
| 2008 | P. J. Lambert                | Le Vengeur des catacombes     |                                  |                      |
| 2009 | Christophe Guillaumot        | Chasse à l’homme              |                                  |                      |
| 2010 | Gilbert Gallerne             | Au pays des ombres            |                                  |                      |
| 2011 | Claude Ragon                 | Du bois pour les cercueils    |                                  |                      |
| 2012 | Pierre Borromée              | L’hermine était pourpre       |                                  |                      |
| 2013 | Danielle Thiéry              | Des clous dans le coeur       |                                  |                      |
| 2014 | Hervé Jourdain               | Le Sang de la trahison        |                                  |                      |
| 2015 | Maryse Rivière               | Tromper la mort               |                                  |                      |
| 2016 | Lionel Olivier               | Le crime était signé          |                                  |                      |
| 2017 | Pierre Pouchairet            | Mortels trafics               |                                  |                      |
| 2018 | Sylvain Forge                | Tension extrême               |                                  |                      |
| 2019 | Paul Merault                 | Le Cercle des impunis         |                                  |                      |
| 2020 | Alexandre Galien             | Les Cicatrices de la nuit     |                                  |                      |
| 2021 | Christophe Gavat             | Cap Canaille                  |                                  |                      |

¹ = 1952 wurde Georges-Jean Arnauds siegreicher Roman unter dem Pseudonym Saint Gilles veröffentlicht.

² = 1953 wurde Jacques Laurents siegreicher Roman unter dem Pseudonym Cécil Saint-Laurent veröffentlicht.